# (2243) Lönnrot
(2243) Lönnrot est un astéroïde de la ceinture principale.

## Description
(2243) Lönnrot est un astéroïde de la ceinture principale. Il fut découvert le 25 septembre 1941 à Turku par Yrjö Väisälä. Il présente une orbite caractérisée par un demi-grand axe de 2,25 UA, une excentricité de 0,20 et une inclinaison de 6,8° par rapport à l'écliptique.
Il est nommé d'après Elias Lönnrot, auteur du Kalevala, l'épopée nationale du peuple finnois.

## Compléments